# Comuna Verboveț, Murovani Kurîlivți
Verboveț (în ucraineană Вербовець) este o comună în raionul Murovani Kurîlivți, regiunea Vinnița, Ucraina, formată din satele Verboveț (reședința) și Vînohradne.

## Demografie
Componența lingvistică a satului Verboveț
     Ucraineană (98,67%)
     Rusă (1,17%)
     Alte limbi (0,08%)
Conform recensământului din 2001, majoritatea populației satului Verboveț era vorbitoare de ucraineană (98,67%), existând în minoritate și vorbitori de rusă (1,17%).